# 琢如
琢如（たくにょ）は、江戸時代初期の浄土真宗の僧。東本願寺第十四代法主 。「琢」ではなく、「琢」の字を用いるのが正式の表記である。
学寮（現、大谷大学）の創設、大谷御坊（現、大谷祖廟）の造営と活躍した。

## 生涯
年齢は、数え年。日付は、暦の正確性、著作との整合を保つ為、旧暦（宣明暦）表示（生歿年月日を除く）とした。また、「本願寺」が正式名称だが、「西本願寺」との区別の便宜上、「東本願寺」と表記した。
- 寛永2年7月2日[2]（1625年8月4日）、東本願寺第十三代 宣如の第2子（次男）として誕生。母は九条幸家の娘。
  - のちに伯父九条道房の猶子となる。
- 寛永15年（1639年）、得度。
- 承応2年（1653年）、宣如の隠居により第十四代法主を継承。
- 寛文4年（1664年）11月、隠居し東本願寺法主を長男・常如に譲る。
- 寛文5年（1665年）、本山敷地内に学寮を創設する。
- 寛文10年（1670年）８月２日、東本願寺境内の親鸞及び本願寺歴代の仮墓を、教如・宣如の両墓と共に、本願寺発祥地近くの東山大谷（現、京都市東山区）の地に祖廟を移転し、「大谷御坊」と称し造営に着手する。
- 寛文11年（1671年）4月14日、47歳にて示寂。